# Crithagra leucoptera
El serín de las proteas (Crithagra leucoptera), también conocido como serín de alas blancas, es una especie de ave paseriforme de la familia de los Fringillidae endémica de Sudáfrica.

## Distribución y hábitat
Es un pájaro sedentario endémico en la Provincia Occidental del Cabo, en el sur de Sudáfrica. Esta especie se encuentra en matorrales de proteas, matorrales del valle, enredaderas y bosques en las montañas de la provincia del Cabo Occidental. Su área de distribución no llega a la costa.

## Descripción
El serín de las proteas mide 15-16 cm de longitud, incluida su gran cola pálida. El adulto tiene partes superiores gris-marrón, mentón negro, garganta blanca y dos barras en las alas. Las partes inferiores son grisáceas. Los sexos son similares, pero las aves jóvenes tienen más estrías por debajo que los adultos.

## Comportamiento
El canario protea construye un nido abierto con tallos delgados y otros materiales vegetales y llena de planta de abajo. Los hace en arbustos densos. El canario protea es menos sociable que otros canarios. Tiende a encontrarse solo o en pareja, y en ocasiones en pequeños grupos. Es un ave tímida y retraída que se queda en la espesa vegetación. Cuando vuela, pronto se sumerge de nuevo en la cubierta. Se alimenta de semillas, (en particular los de proteas, Othonna amplericaules y Rhus anarcardia) y un poco de fruta, néctar y brotes. Consume insectos de forma ocasional.